# ARO 10
ARO 10 a fost un vehicul de teren românesc produs de ARO între anii 1980 și 2006, considerat fratele mai mic al lui ARO 24. A folosit componente/piese de la Dacia 1300, precum motorul sau puntea față, și era inspirat de Renault Rodeo și Citroen Mehari.
În timp ce ARO 24 poate fi considerat un SUV de dimensiuni medii, ARO 10 are aproximativ dimensiunile unui Jeep Wrangler. A fost produs în diferite caroserii, echipat cu diferite motoare (atât pe benzină, cât și diesel) și a fost disponibil atât în versiune 4x2, cât și în versiune 4x4. ARO 10 a fost vândut ca Dacia Duster pe câteva piețe internaționale și ca ACM Enduro x4 în Italia (asamblat de ARO-Ciemme).

## Motorizări

### ARO 10
| Model    | Nume     | Capacitate cilindrică (cc) | Producător | Putere                  | Cuplu                 |          |          |          |
| Benzină: | Benzină: | Benzină:                   | Benzină:   | Benzină:                | Benzină:              | Benzină: | Benzină: | Benzină: |
| 1.3      |          | 1289                       | Dacia      | 40 kW (54 CP) @5250 rpm | 89 Nm @4000 rpm       |          |          |          |
| 1.4      |          | 1397                       | Dacia      | 46 kW (62 CP) @5500 rpm | 100 Nm @5500 rpm      |          |          |          |
| 1.6      |          | 1557                       | Dacia      | 54 kW (72 CP) @5000 rpm | 122 Nm @2550 rpm      |          |          |          |
| 1.6      |          | 1595                       | VW         | 55 kW (75 CP) @5000rpm  | 125 Nm @2500 rpm      |          |          |          |
| 1.6      |          | 1598                       | Daewoo     | 78 kW (105 CP) @5800rpm | 145 Nm @3400 rpm      |          |          |          |
| Diesel:  | Diesel:  | Diesel:                    | Diesel:    | Diesel:                 | Diesel:               | Diesel:  | Diesel:  | Diesel:  |
| 1.6      |          | 1588                       | VW         | 40 kW (54 CP) @4800rpm  | 100 Nm @2300–2900 rpm |          |          |          |
| 1.9      |          | 1905                       | Peugeot    | 51 kW (68 CP) @4600rpm  | 120 Nm @2000 rpm      |          |          |          |
| 1.9      | F8Q 636  | 1870                       | Renault    | 48 kW (64 CP) @4500rpm  | 121 Nm @2250 rpm      |          |          |          |
| 1.9      |          | 1870                       | Renault    | 69 kW (92 CP) @4250rpm  | 175 Nm @2250 rpm      |          |          |          |
| -------- | -------- | -------------------------- | ---------- | ----------------------- | --------------------- | -------- | -------- | -------- |

## ARO 10 Spartana
Un model derivat al ARO 10, numit ARO 10 Spartana, a fost produs începând cu anul 1997. Acesta avea partea superioară a caroseriei sub formă de prelată.

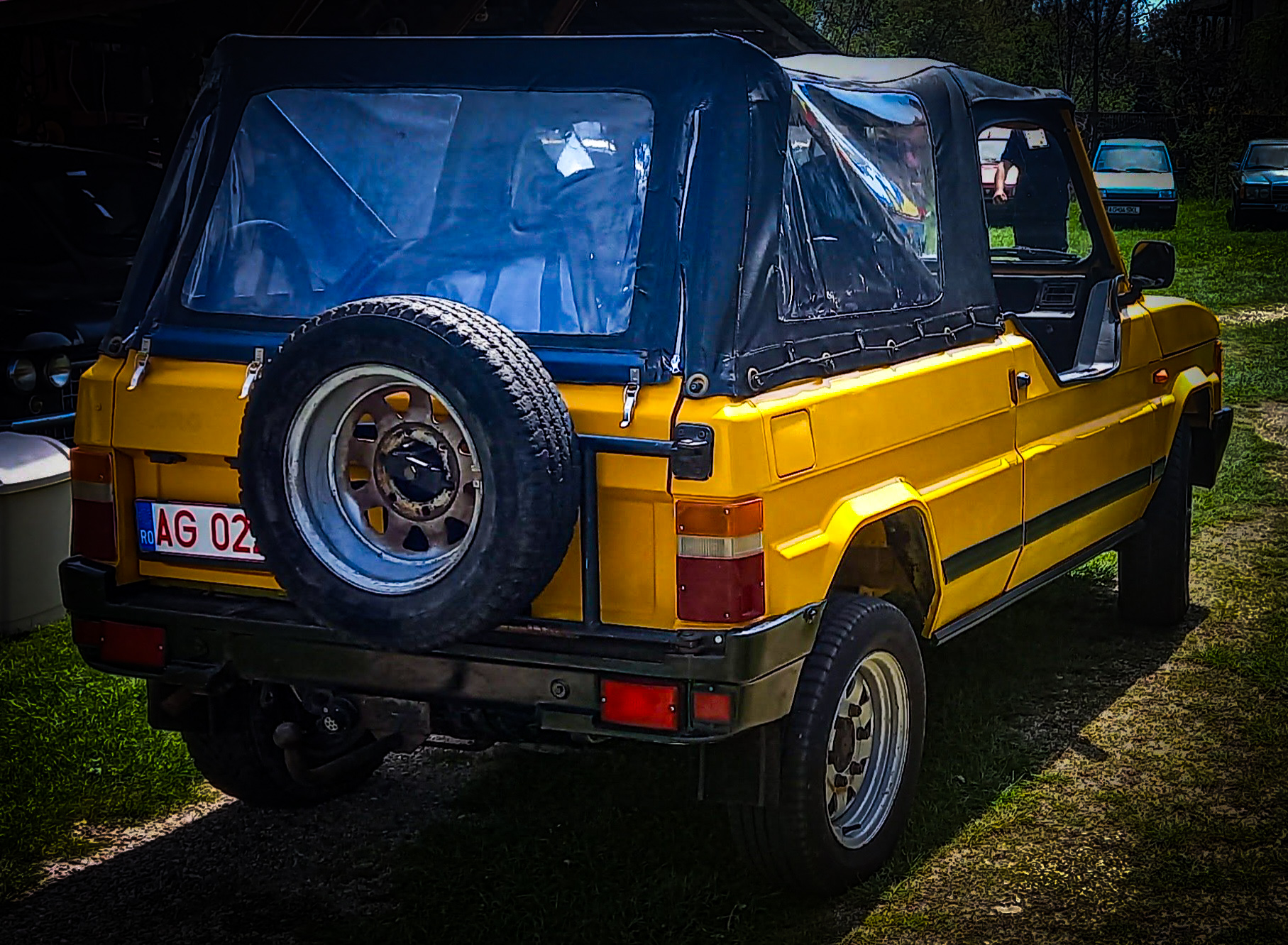
ARO 10 Spartana (partea spate)

### Motorizări
| Model    | Nume     | Capacitate cilindrică (cc) | Producător | Putere                  | Cuplu            |          |          |          |
| Benzină: | Benzină: | Benzină:                   | Benzină:   | Benzină:                | Benzină:         | Benzină: | Benzină: | Benzină: |
| 1.2      |          | 1239                       | Renault    | 40 kW (54 CP) @5300 rpm | 90 Nm @2800 rpm  |          |          |          |
| 1.4      |          | 1397                       | Dacia      | 46 kW (62 CP) @5500 rpm | 100 Nm @3300 rpm |          |          |          |
| 1.6      |          | 1557                       | Dacia      | 54 kW (72 CP) @5000 rpm | 122 Nm @2500 rpm |          |          |          |
| 1.6      |          | 1598                       | Daewoo     | 78 kW (105 CP) @5800rpm | 145 Nm @3400 rpm |          |          |          |
| Diesel:  | Diesel:  | Diesel:                    | Diesel:    | Diesel:                 | Diesel:          | Diesel:  | Diesel:  | Diesel:  |
| 1.9      | F8Q 636  | 1870                       | Renault    | 48 kW (64 CP) @4500rpm  | 121 Nm @2250 rpm |          |          |          |
| 1.9      |          | 1870                       | Renault    | 69 kW (92 CP) @4250rpm  | 175 Nm @2250 rpm |          |          |          |
| -------- | -------- | -------------------------- | ---------- | ----------------------- | ---------------- | -------- | -------- | -------- |

## Prima generație (1980)
Prima serie fabricată, se remarca prin puntea din spate independentă precum și discuri de frână la puntea spate. Deoarece această soluție era costisitoare și a pus probleme în exploatare, deși era net superioară (comportament rutier, comportament în teren accidentat), pentru simplitate, reducerea costurilor și îmbunătățirea fiabilității, s-a recurs la puntea rigidă cu arcuri cu foi, comuna cu Dacia "Papuc". De asemenea la aceste modele, frânele punții din spate erau cu tambur.
Pentru început a fost disponibilă doar motorizarea de 1289 cmc și 54 cp preluată de la automobilul Dacia 1300 și 1310, însă după anul 1985 a fost introdus și motorul de 1397 cmc și 64 cp cunoscut pe Dacia 1410. Au fost efectuate unele modificări ale cutiei de viteze și ale punții spate pentru a se îmbunătăți tracțiunea. De asemenea, viteza maximă a crescut de la 110 km/h la 120 km/h. S-a renunțat treptat, prin anul 1986 la motorul de 1289 cmc. Standard, era disponibil doar cu roți 175-SR-14, însă opțional au fost montate și 175-SR-15 și 185-R-15C, pentru a îmbunătăți comportamentul în teren accidentat.
După anul 1988, modelele cu motor de 1397 cc sunt dotate cu jante de 15 inch cu 6 prezoane. Pentru export, era disponibil și cu jante din aliaj ușor. Modelul a fost exportat în Germania de Vest și în Franța, și a avut și motoare de proveniență Volkswagen (în special cele diesel) dar și Renault (motoare cu benzină).
În alte țări în care a fost exportat, a avut motoare ale producătorilor locali (de exemplu în Italia mai era disponibil și cu motoare Fiat), asta deoarece motoarele românești nu respectau normele de poluare. A fost disponibilă și în variantă decapotabilă.
La interior, erau în general adoptate multe elemente de la Dacia 1300, deși mai târziu a început montarea elementelor de Dacia 1310 (tablou de bord).
În Marea Britanie, ARO 10 mai era cunoscut și sub denumirea de Dacia Duster.

## A doua generație (1992)
A doua generație se distinge printr-o restilizare importantă. Masca frontală este modificată, sunt disponibile în funcție de versiune cu 2 sau 4 faruri. Modelul de acum se echipează doar cu roți de 15 inch. Modelul Standard este denumit de acum 10.4, iar modelul pickup 10.9. Sunt disponibile de acum doar motoarele de 1.4, 64 cp și apare motorul nou de la Dacia Nova de 1.6 și 72 cp. De asemenea apare și opțiunea unei cutii de viteze cu 5 trepte (pentru aceasta cutie de viteze, sensul de rotatie este inversat, iar grupurile conice diferentiale sunt montate invers). Apare și varianta cu tracțiune doar pe puntea din spate ca opțional.
În anul 1996 este prezentată varianta ARO 10 Spartana, un vehicul decapotabil cu parbriz rabatabil. Inițial, acesta avea motorul de 1200 cmc cu 54 de cai putere de la Renault Twingo, cuplat la o cutie în 4 trepte și cu tracțiune doar pe puntea spate, însă în anul 1997 este prezentată varianta cu tracțiune integrală, echipată cu motoarele Dacia de 1.4 și 1.6 litri.
Începând cu anul 1997, încep să fie montate și motoare moderne, provenite de la Renault, atât cele cu benzină, cât și Diesel, Motoare cunoscute de pe Renault Mégane, motoare de proveniență Daewoo, cele 1.6 16v de la Daewoo Nubira, precum și de la Peugeot (diesel). Sunt preluate însă și motoarele clasice Dacia, dar modernizate, cu injecție de benzină, cel de 1557 cmc și 72 cp cunoscut de pe Dacia Nova GTi și Dacia 1304 Ri, mai târziu fiind montat și cel de 1397 cmc și 62 cp cu injecție cunoscut de pe Dacia Berlină/Break (sau 1310 Li/CLi) și Dacia Nova GLi. Se renunță la cele cu carburator, noile modele având și convertizor catalitic, astfel putând fi și exportate. Modelele cu carburator mai rămân disponibile doar pentru piața locală.

## A treia generație (1999)
Ultima generație ARO 10, produsă din 1999 ca ARO 10 Super, a avut un design modificat și a fost construită pe un șasiu de ARO 24.
Motorizările erau în mare parte preluate de la modelul ARO 24, în special cele Diesel de proveniență Peugeot. Au fost utilizate și motoarele de proveniență Toyota. Această serie a fost produsă în număr relativ redus.

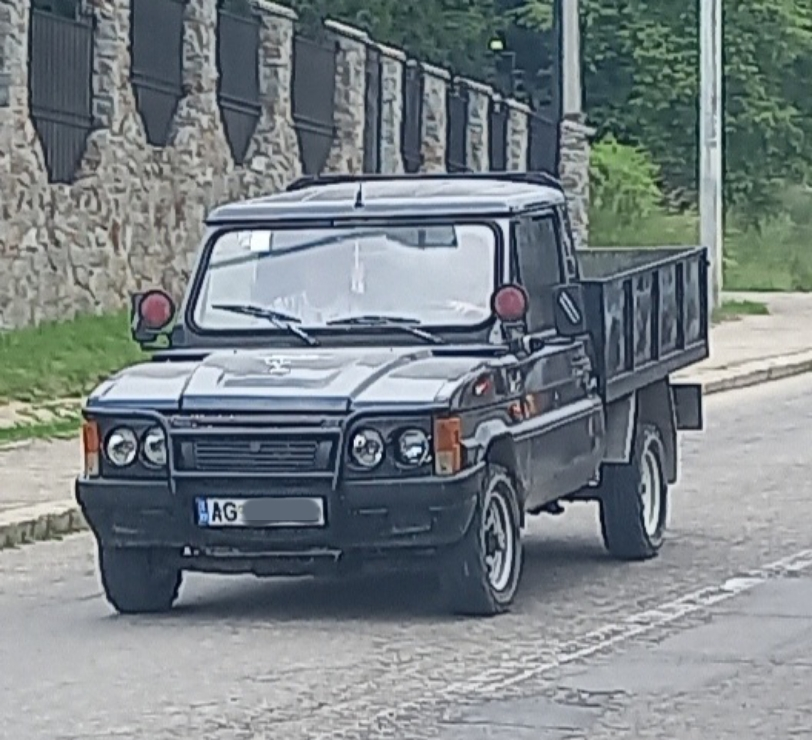
ARO 10.6 Drop Side
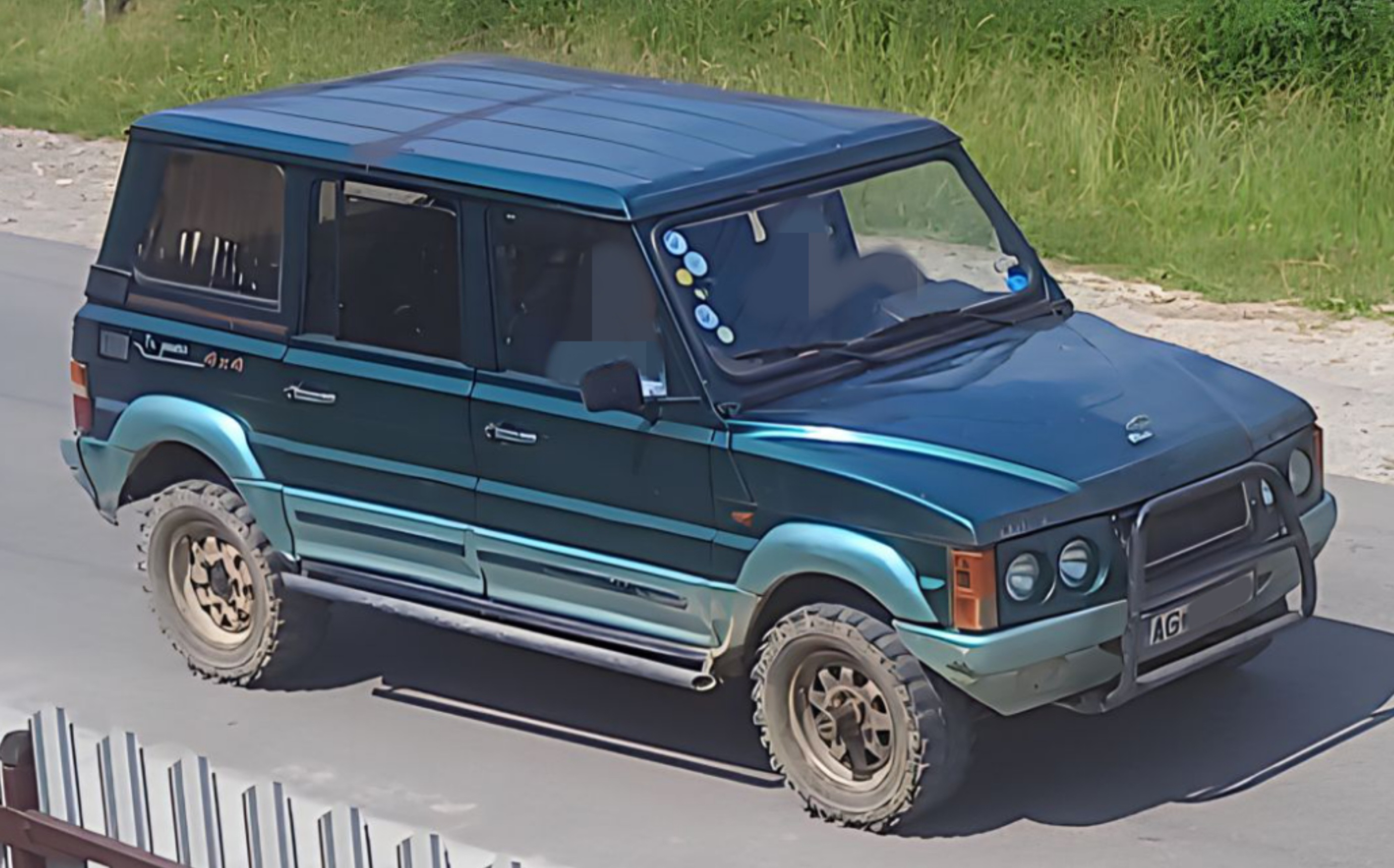
ARO 11.4
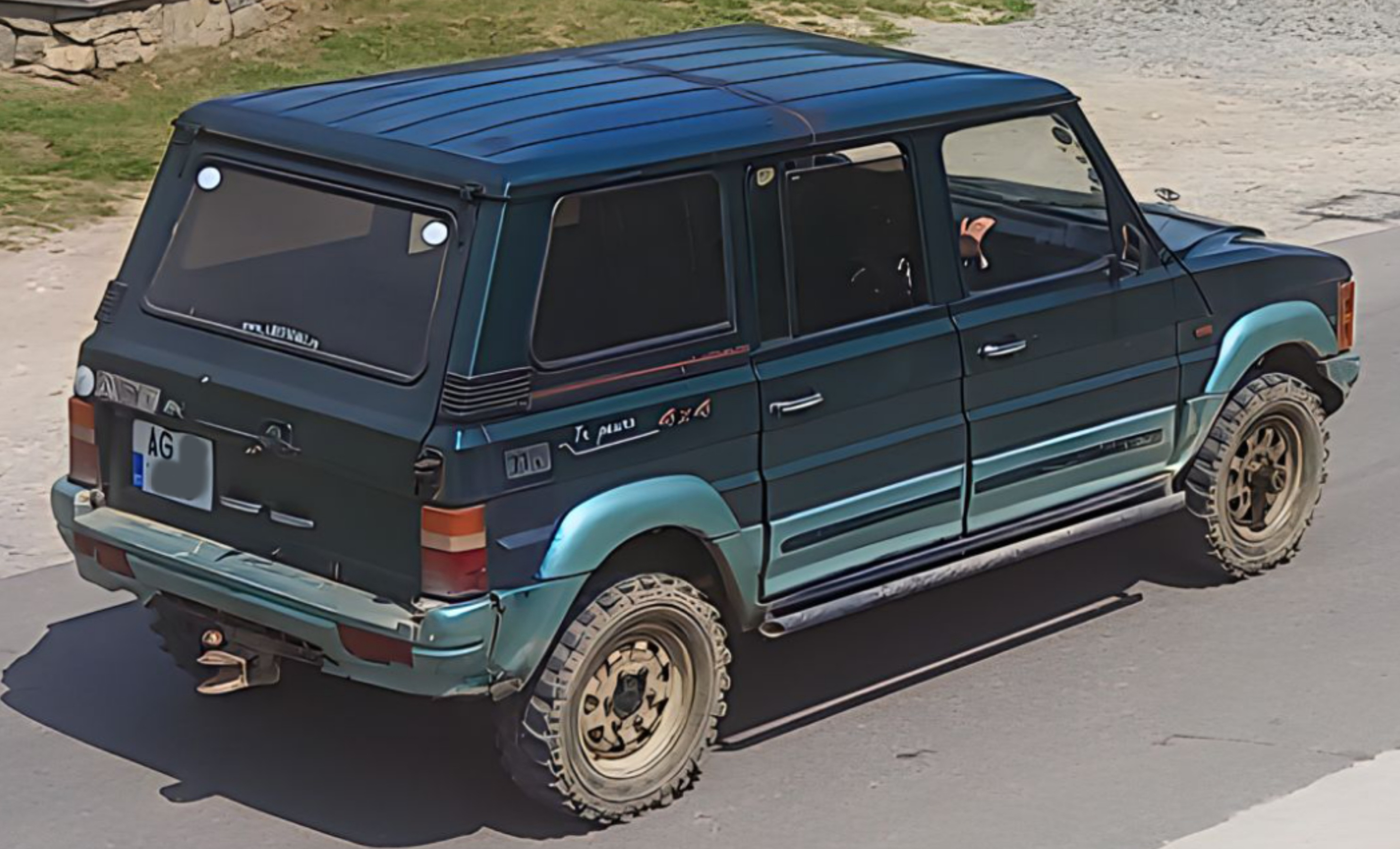
ARO 11.4

## Galerie foto

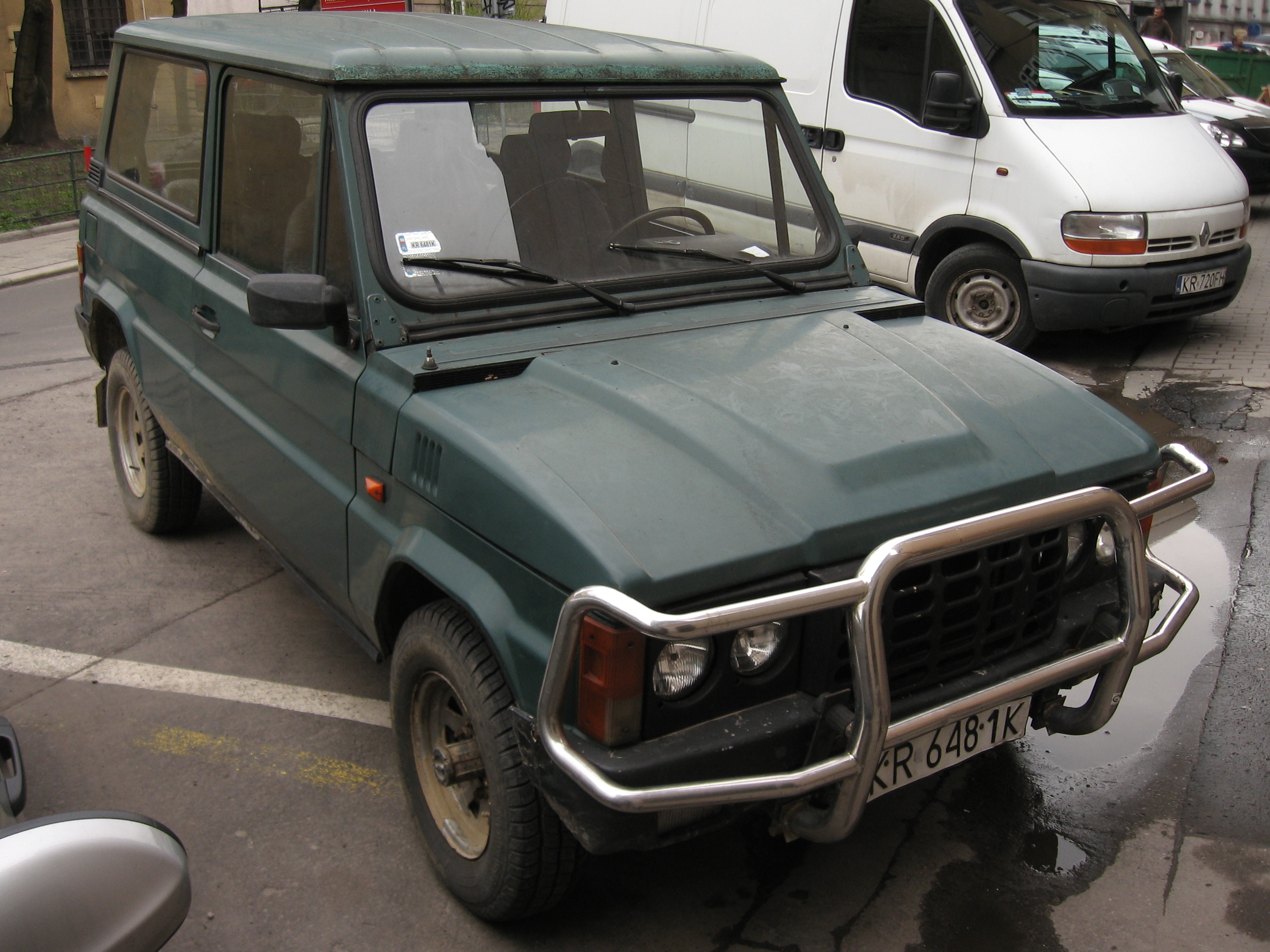
ARO 10 (față)
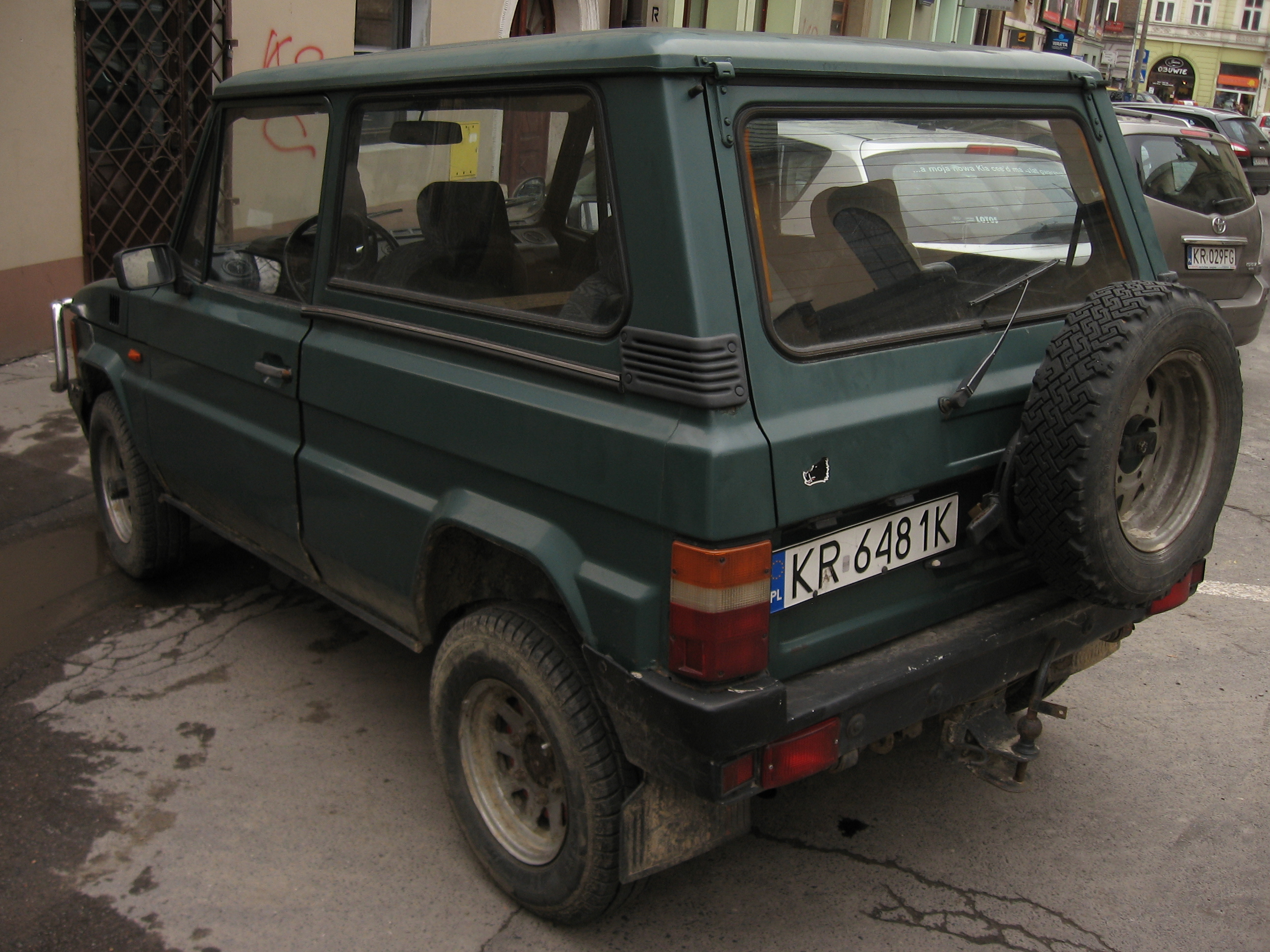
ARO 10 (spate)
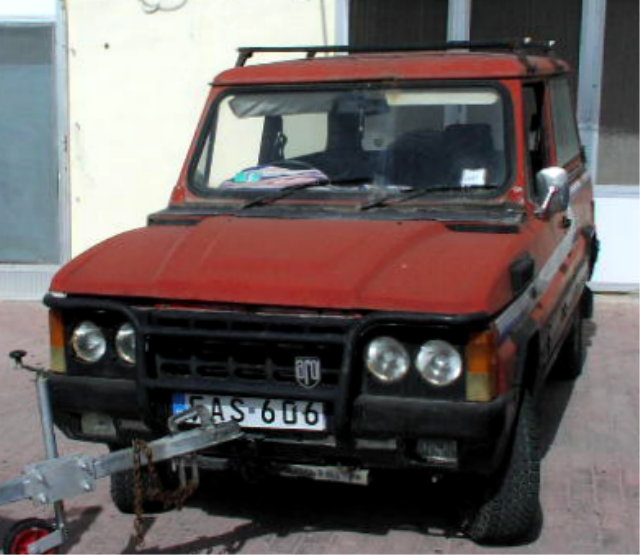
ARO 10 (1992–1999; față)
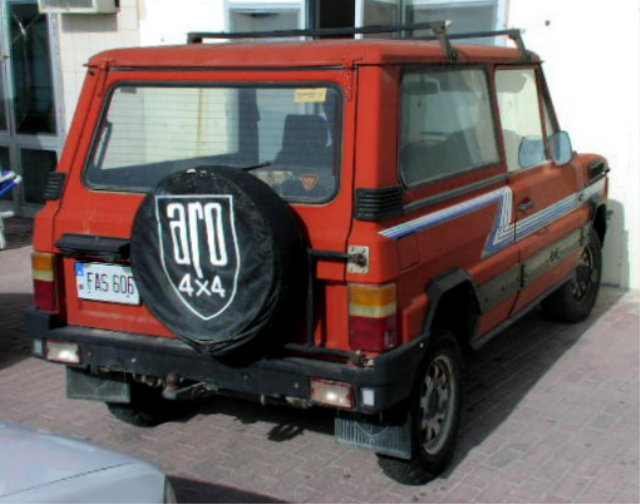
ARO 10 (1992–1999; spate)
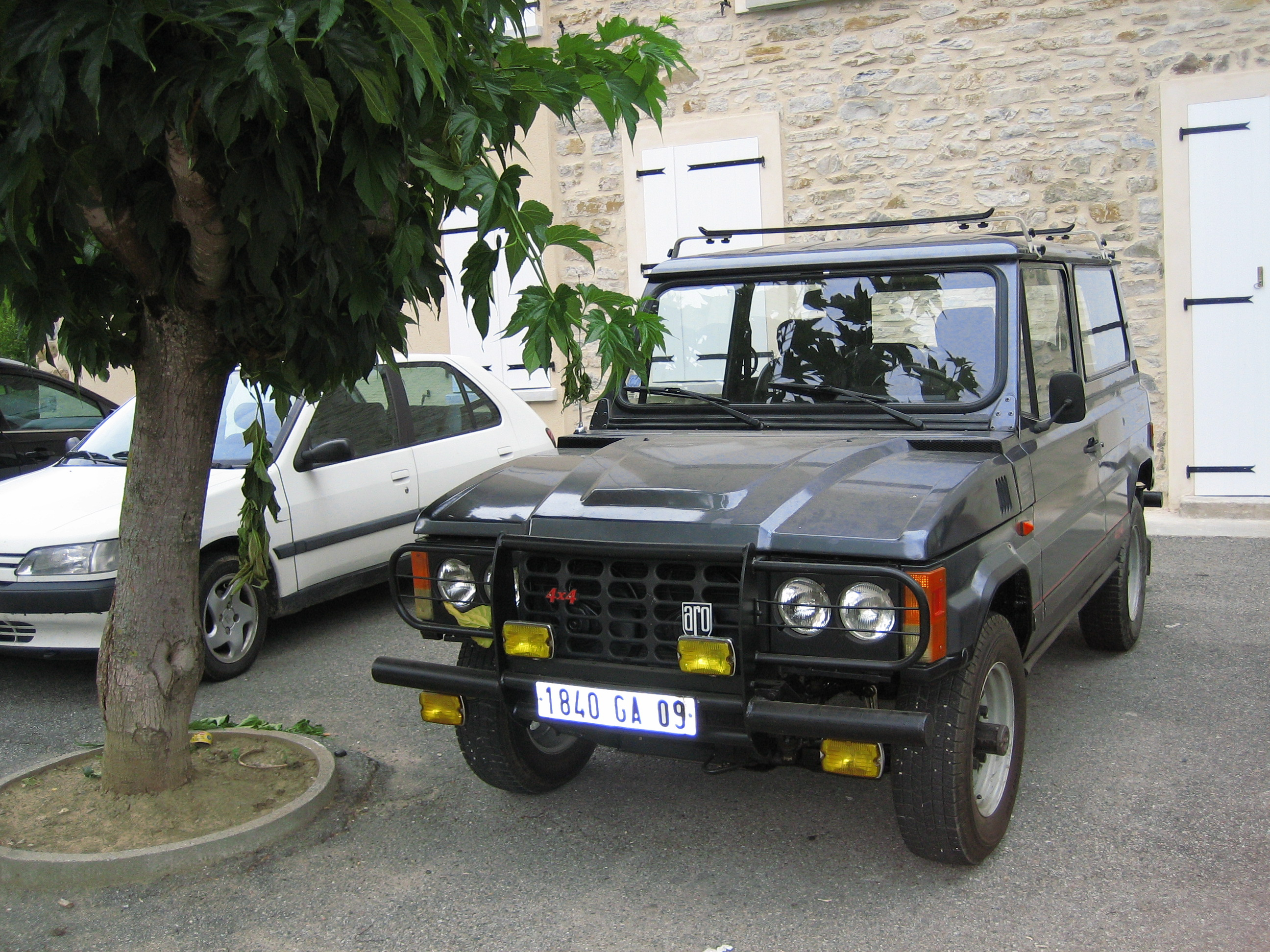
ARO 10 în cantonul Lavelanet din arondismentul Foix, Ariège, Midi-Pyrénées, Franța
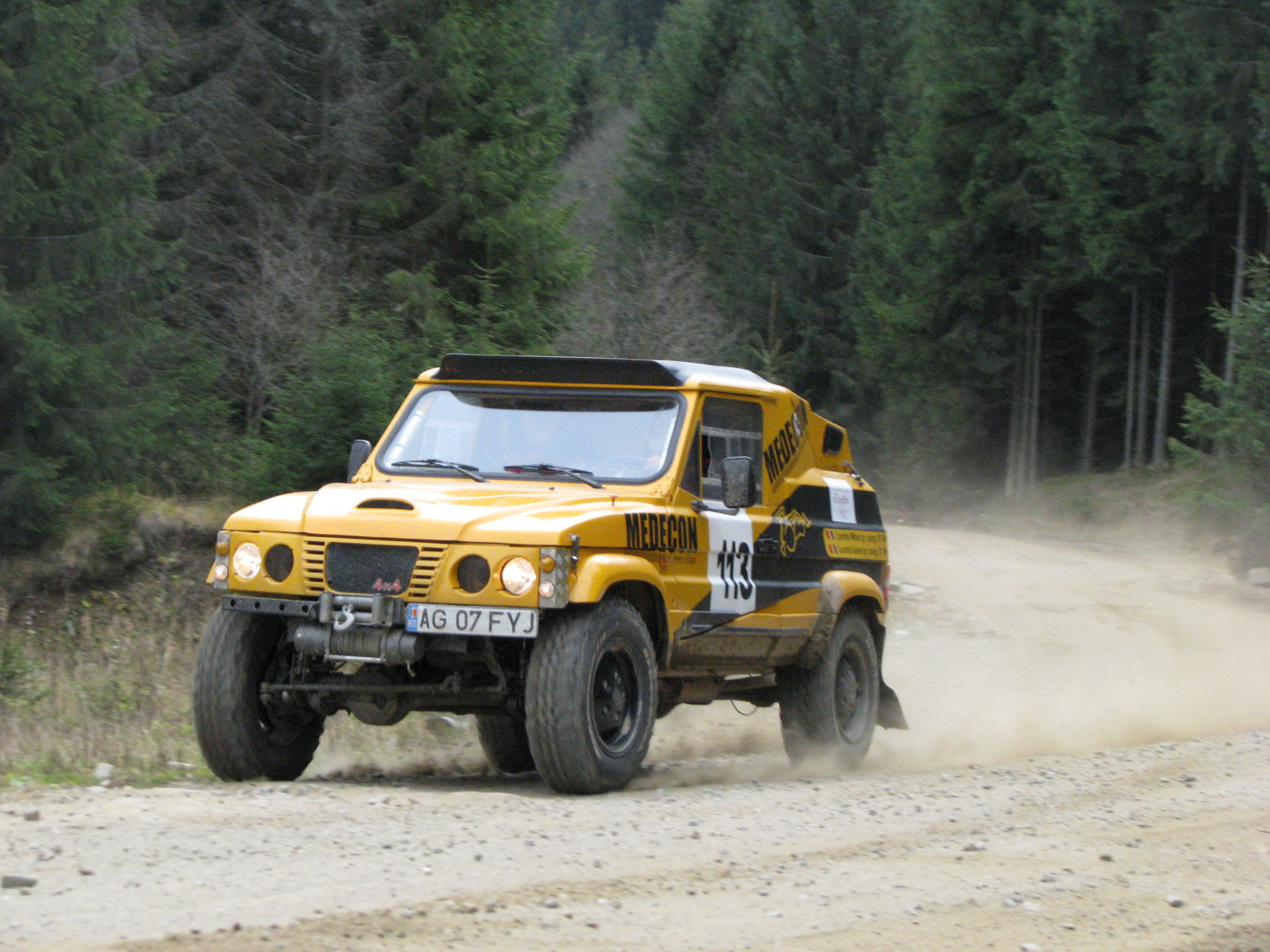
ARO 10 Super (1999–06)

## Legături externe
- ARO
- ARO maniaci Arhivat în 15 septembrie 2019, la Wayback Machine.
- ARO Club Romania
- es ACM Off history